# سطح الذيل

المثبت الأفقي هو السطح الأفقي الثابت للمجموعة الذيلة

سطح الذيل (tailplane) والمعروفة أيضًا باسم المثبت الأفقي (horizontal stabiliser)، هي سطح رفع صغير يقع على الذيل (مجموعة الذيل) خلف أسطح الرفع الرئيسية للطائرة ذات الأجنحة الثابتة بالإضافة إلى الطائرات الأخرى غير الثابتة الأجنحة مثل الطائرات العمودية والأوتوجايرو. لا تحتوي جميع الطائرات ذات الأجنحة الثابتة على ذيل خلفي. لا تحتوي الطائرات ذات الأجنحة الكانارد والطائرات عديمة الذيل وطائرات الأجنحة الطائرة التي لا تحوي سطح خلفي منفصل، بينما في الطائرات ذات الذيل على شكل V، يتم دمج المثبت الرأسي والدفة وسطح الذيل والرافع لتشكيل سطحين قطريين في تخطيط V.
وظيفة سطح الذيل هي توفير الاستقرار والتحكم. على وجه الخصوص، يساعد سطح الذيل الطائرة على التكيف مع التغييرات في موضع مركز الضغط أو مركز الجاذبية الناتجة عن التغيرات في السرعة والموقف أو استهلاك الوقود أو إسقاط الشحنات أو الحمولة.

## أنواعسطح الذيل
يتألف سطح الذيل من المثبت الأفقي المثبت على الذيل والرافع المتحرك. إلى جانب شكلها المخطط، فهي تتميز بما يلي:
- عدد اسطح الذيل - من 0 (بدون خلفية أو كانارد) إلى 3 (طائرة رو ثلاثية)
- موقع اسطح الذيل - يتم تركيبها في مكان مرتفع أو متوسط أو منخفض على جسم الطائرة أو أذرع الرافعة أو الذيل.
- مثبتات ثابتة وأسطح رافعة متحركة، أو عامل استقرار واحد مدمج أو (كل) ذيل طائر.[2] (جنرال ديناميكس إف-111 آردفارك)

أعطيت بعض المواقع أسماء خاصة:
- صليبي الشكل (:Cruciform): مثبت في المنتصف على الزعنفة (هوكر سي هوك، سود أفياشن كارافيل)
- الذيل على شكل حرف تي (T-tail): مثبت على الزعنفة (غلوستر جافلين، بوينغ 727)

| شنت جسم الطائرة | صليبي | T- الذيل | تحلق الطائرة |

## استقرار

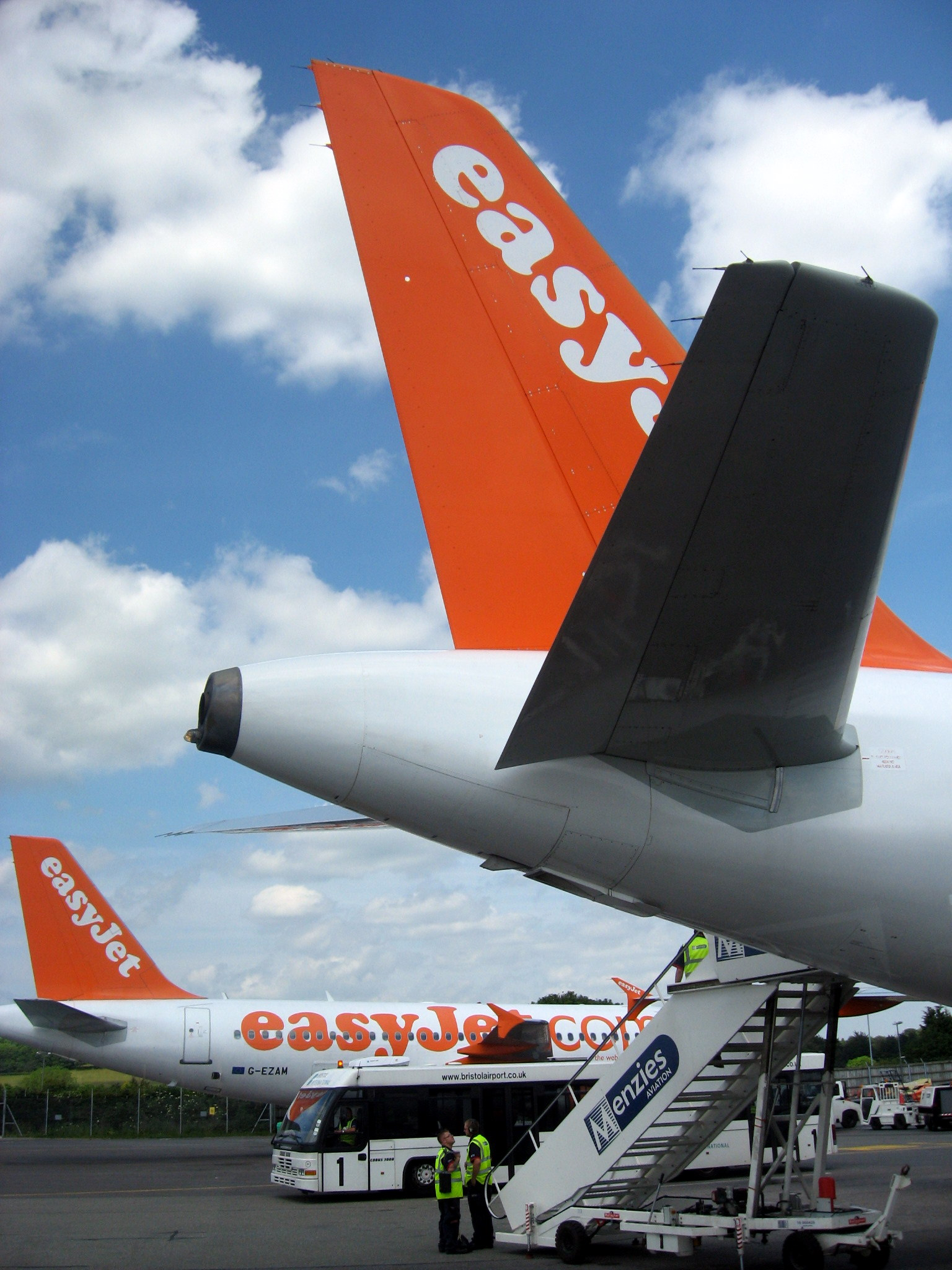
اسطح الذيل لطائرة من طراز إيرباص إيه319 تابعة لإيزي جيت

يساهم الجناح ذو المظهر الجانبي التقليدي للطائرة مساهمة سلبية في الاستقرار الطولي. هذا يعني أن أي اضطراب (مثل العاصفة) يرفع الأنف ينتج عنه لحظة نزول الأنف التي تميل إلى رفع الأنف أكثر. مع نفس الاضطراب، ينتج عن وجود أسطح الذيل لحظة استعادة أنف لأسفل، والتي قد تتعارض مع عدم الاستقرار الطبيعي للجناح وتجعل الطائرة مستقرة طوليًا (بنفس الطريقة التي تشير بها ريشة الطقس دائمًا إلى الريح).
قد يتغير الاستقرار الطولي للطائرة عندما يتم تحريكها «برفع اليد»؛ أي عندما تخضع أدوات التحكم في الطيران لقوى ديناميكية هوائية ولكن لا تخضع لقوى تدخل الطيار.

### التخميد
بالإضافة إلى إعطاء قوة الاستعادة (والتي من شأنها أن تسبب حركة تذبذبية من تلقاء نفسها) فإن أسطح الذيل تعطي التخميد. يحدث هذا بسبب الرياح النسبية لدى الذيل أثناء دوران الطائرة حول مركز الجاذبية. على سبيل المثال، عندما تتأرجح الطائرة، ولكنها تتماشى مؤقتًا مع الحركة الكلية للمركبة، لا تزال لدى أسطح الذيل ريحًا نسبية تعارض التذبذب.

### الرفع
اعتمادًا على تصميم الطائرة ونظام الطيران، قد تخلق أسطح الذيل رفعًا إيجابيًا أو رفعًا سلبيًا (القوة السفلية). يُفترض أحيانًا أنه في طائرة مستقرة سيكون هذا دائمًا قوة صافية لأسفل، لكن هذا غير صحيح.
في بعض التصميمات الرائدة، مثل بلايريو الحادية عشر، كان مركز الثقل بين النقطة المحايدة وأسطح الذيل، والتي توفر أيضًا رفعًا إيجابيًا. ومع ذلك، يمكن أن يكون هذا الترتيب غير مستقر وغالبًا ما كانت لهذه التصميمات مشكلات معالجة خطيرة. لم تكن متطلبات الاستقرار مفهومة إلا قبل فترة وجيزة من الحرب العالمية الأولى - العصر الذي تم فيه تصميم الطائرة البريطانية ذات السطحين الخفيف بريستول سكوت للاستخدام المدني، مع وجود ذيل رفع مجنح طوال فترة إنتاجه حتى أوائل سنوات الحرب العالمية الأولى والخدمة العسكرية البريطانية من عام 1914 إلى عام 1916 - عندما تم إدراك أن تحريك مركز الثقل إلى الأمام إلى الأمام سمح باستخدام لوح خلفي لا يرفع فيه الرافع اسميًا ليس إيجابيًا ولا سلبيًا ولكن صفرًا، مما يؤدي إلى سلوك أكثر استقرارًا. تتضمن الأمثلة اللاحقة للطائرات من الحرب العالمية الأولى وما بعدها إلى سنوات ما بين الحربين والتي كان لها ذيل رفع إيجابي، بالتسلسل الزمني، سوبويث كاميل وتشارلز لندبرغ 's روح سانت لويس وجي بي موديل آر رايسر - جميع الطائرات التي اشتهرت بـ من الصعب الطيران، والطائرة ذات السطحين الكندية ذات المقعدين الأسهل للطيران، وهي نفسها تمتلك وحدة طائرة ذات قاع مسطح ومكسوة بجناحين لا تختلف عن طائرة بريستول سكاوت السابقة. ولكن مع الحرص، يمكن جعل أسطح الذيل للرفع مستقرة. مثال على ذلك هو الصاروخ الاعتراضي باكيم با 349 ناتر ذو الإقلاع والهبوط العمودي (VTOL) الذي يعمل بالطاقة الصاروخية، والذي كان له ذيل رفع وكان مستقرًا ويمكن التحكم فيه أثناء الطيران.
يمكن أن تتطلب بعض أوضاع الطائرات والطيران أسطح الذيل لتوليد قوة سفلية كبيرة. هذا صحيح بشكل خاص عند الطيران ببطء وبزاوية هجوم عالية (AoA). في بعض الأنواع، كان الطلب في وضع الطيران هذا شديدًا لدرجة أنه تسبب في توقف أسطح الذيل. في غلوستر ميتيور تي.7، يمكن أن يحدث توقف بسبب الاضطراب عند نشر الفرامل الهوائية. في طائرة ماكدونل دوغلاس إف-4 فانتوم الثانية، حدث ذلك في البداية أثناء اقتراب الإقلاع والهبوط، وتم تركيب الشرائح الأمامية في الطائرة المقلوبة رأسًا على عقب من أجل الحفاظ على تدفق الهواء السلس و «الرفع» عند ارتفاع AoA. تطلب مدرب Pilatus P-3 عارضة بطنية لعلاج تأثير مماثل عند الدوران، بينما عانى جهاز ماكدونيل دوغلاس تي-45 قوزهوك من غسيل زائدة من الجناح عند نشر القلابات، مما استلزم وجود سطح "SMURF" صغير مثبت على جسم الطائرة، بحيث تتماشى مع جذر الحافة الأمامية للمثبت عند الزاوية الحرجة.

### الاستقرار النشط
يسمح استخدام جهاز كمبيوتر للتحكم في الرافع للطائرات غير المستقرة ديناميكيًا بالطريقة نفسها.
تحلق الطائرات مثل إف-16 بثبات مصطنع. وتتمثل ميزة هذا في انخفاض كبير في السحب الذي تسببه أسطح الذيل وتحسين القدرة على المناورة.

### ثنية ماخ
في السرعات العابرة للحركة، يمكن للطائرة أن تشهد تحولًا للخلف في مركز الضغط بسبب تراكم وحركة موجات الصدمة. هذا يسبب لحظة نزول الأنف إلى أسفل تسمى (Mach tuck). قد تكون هناك حاجة إلى قوة تقليم كبيرة للحفاظ على التوازن، وغالبًا ما يتم توفير ذلك باستخدام أسطح الذيل بالكامل في شكل لوح خلفي أو عامل استقرار.

## التحكم
عادةً ما يكون لأسطح الذيل بعض الوسائل التي تسمح للطيار بالتحكم في كمية الرفع التي تنتجها أسطح الذيل. يؤدي هذا بدوره إلى لحظة تحريك مقدمة الطائرة أو المقدمة إلى أسفلها، والتي تُستخدم للتحكم في الطائرة عند الانحدار.
الرافع عادةً ما يكون لأسطح الذيل التقليدية سطح مفصلي يسمى الرافع،
المثبت أو الذيل المتحرك بالكامل في موجات صدمة الطيران العابرة للنبض المتولدة عن مقدمة أسطح الذيل تجعل أي رافع غير قابل للاستخدام. طوَّر البريطانيون ذيلًا متحركًا بالكامل لطائرة مايلز M.52، لكنها شاهدت لأول مرة رحلة فعلية عبر الصوت على Bell X-1 ؛ قامت شركة Bell Aircraft Corporation بتضمين جهاز تقليم للرافع يمكن أن يغير زاوية الهجوم لأسطح الذيل بأكملها. هذا أنقذ البرنامج من إعادة بناء الطائرة المكلفة والمستهلكة للوقت. 
تمتلك الطائرات العابرة للصوت والأسرع من الصوت الآن طائرات ذيل متحركة بالكامل لمواجهة ثنية ماخ والحفاظ على القدرة على المناورة عند الطيران بشكل أسرع من رقم ماخ الحرج. عادةً ما يُطلق على هذا التكوين اسم عامل التثبيت، وغالبًا ما يُشار إليه على أنه لوحة خلفية «تتحرك بالكامل» أو «تحلق بالكامل».